# Обленгорек
Обленгорек (пол. Oblęgorek) — село в Польщі, у гміні Стравчин Келецького повіту Свентокшиського воєводства.
Населення — 1038 осіб (2011).
У 1975-1998 роках село належало до Келецького воєводства.

## Демографія
Демографічна структура на день 31 березня 2011 року:
|          | Загалом | Допрацездатний вік | Працездатний вік | Постпрацездатний вік |
| -------- | ------- | ------------------ | ---------------- | -------------------- |
| Чоловіки | 519     | 131                | 356              | 32                   |
| Жінки    | 519     | 110                | 314              | 95                   |
| Разом    | 1038    | 241                | 670              | 127                  |